# Ерёмин, Альвин Евстафьевич
Альвин Евстафьевич Ерёмин (4 мая 1932 — 15 октября 2023) — советский хозяйственный, государственный и политический деятель.

## Биография
Родился в 1932 году в селе Куниково (ныне Шунгенское сельское поселение) Костромского района Ярославской области. Член ВКП(б).
С 1948 года — на хозяйственной, общественной и политической работе. В 1948—1999 годах — токарь-карусельщик на заводе «Рабочий металлист», токарь, инженер на Костромском заводе текстильного машиностроения, инструктор, заведующий промышленно-транспортным отделом Костромского горкома КПСС, заместитель председателя исполкома Костромского горсовета, заведующий промышленно-транспортным отделом Костромского обкома КПСС, заместитель, первый заместитель председателя исполкома Костромского областного Совета народных депутатов, второй секретарь Костромского обкома КПСС (декабрь 1984 – декабрь 1986), председатель Костромского облисполкома, член Совета Республики Верховного Совета РФ, председатель Комитета по промышленности и энергетике, директор межотраслевой хозяйственной ассоциации «Российский лен».
Избирался депутатом Верховного Совета РСФСР 11-го созыва, народным депутатом России.
Скончался 15 октября 2023 года в возрасте 91 года.